# گیاه‌پارچ شگرف
گیاه‌پارچ شگرف (نام علمی: Nepenthes mirabilis)، یک گونه از سرده گیاه‌پارچ‌ها است. تا حد زیادی گسترده‌ترین در میان تمام گیاه‌پارچ‌ها بوده و دامنه آن شامل قاره آسیای جنوب شرقی و تمام جزایر اصلی مجمع الجزایر مالایی (منهای جزایر سوندای کوچک و شمال فیلیپین) است که از چین در شمال تا استرالیا در جنوب امتداد دارد.
این گونه در سراسر محدوده خود تنوع زیادی از خود نشان می‌دهد. یکی از گونه‌های قابل توجه‌تر گیاه‌پارچ شگرف جوره اکینوستوما، بومی برونئی و ساراواک است و دارای کلاهک بسیار وسیعی است.
وضعیت حفاظتی گیاه‌پارچ شگرف به‌عنوان کمترین نگرانی در فهرست سرخ آی‌یوسی‌ان ذکر شده است. در هنگ کنگ، این گونه تحت پوشش مقررات جنگل‌داری حفاظت شده است (Forests and Countryside Ordinance 96A).
به گفته متیو جب (Matthew Jebb) و مارتین چیک (Martin Cheek)، پارچ‌های گیاه‌پارچ شگرف به‌عنوان آلت‌پوش (Koteka) در گینه نو استفاده می‌شود.

## پراکندگی
گیاه‌پارچ شگرف تا حد زیادی گسترده‌ترین پراکنش را در بین گونه‌های گیاه‌پارچ دارد و از کشورها و مناطق زیر شناخته شده است:
استرالیا (شبه جزیره کیپ یورک)، بورنئو، کامبوج، جزایر کارولین (پالائو و یاپ)، چین (استان گوانگدونگ، هاینان). هنگ کنگ و ماکائو)، جزایر د انترکاستوکس، جاوه، لائوس، مجمع الجزایر لوئیزیاد، جزایر مالوکو، میانمار، گینه نو، شبه جزیره مالزی، فیلیپین (دیناگات و میندانائو)، سولاوسی، سوماترا، تایلند و ویتنام. همچنین از بسیاری از جزایر کوچکتر، از جمله جزایر بابی، بانکا، جزایر بانیاک، جزایر باتو، بنگکالیس، انگگانو، کو لانتا، کو تاروتائو، لنکاوی، مندول، جزایر منتاوای (شمال پاگای، سیبروت، سیپورا و پاگای جنوبی) ثبت شده است. جزایر مرانتی (پادانگ، رنگسانگ، و تبینگ تینگی)، نیاس، پنانگ، پوکت، جزایر ریاو (جزایر لینگگا و مجمع الجزایر ریاو)، روپات، [۲۶] تاوی-تاوی، و احتمالاً ووونی.

## طبقه‌بندی
گیاه‌پارچ شگرف نزدیک به گیاه‌پارچ رووانیا، گیاه‌پارچ سرسخت و گیاه‌پارچ ریزبالغ، تنها سه گونه گیاه‌پارچ بومی استرالیا است.
| نمونه                              | گیاه‌پارچ شگرف                             | گیاه‌پارچ رووانیا                                                                                |
| ---------------------------------- | ----------------------------------------- | ----------------------------------------------------------------------------------------------- |
| ریخت‌شناسی تیغه برگ                 | حاد تا گرد                                | به سمت راس منقبض می‌شود، سپس در امتداد پیچک به‌صورت یک امتداد باریک، حاد ادامه می‌یابد.            |
| قرار دادن پیچک به تیغه برگ         | ساده                                      | سپردار                                                                                          |
| بال‌های پارچ                        | عناصر حاشیه‌ای چند سلولی ساده و دارای بار  | اغلب در قسمت جلو صاف می‌شود و در XS به شکل T شکل می‌گیرد، عناصر حاشیه‌ای چندسلولی اغلب وجود دارند. |
| بافت تیغه برگ                      | معمولاً چارتری                             | به شدت کوره‌ای                                                                                   |
| چسباندن تیغه برگ به ساقه           | ساده یا به ندرت جریانی برای ⅓ طول میانگره | جریان برای حداقل ½ طول میانگره، معمولاً بیشتر                                                    |
| تراکم غده در قسمت پایینی پارچ      | ۱۶۰۰–۲۵۰۰ / سانتی‌متر مربع                 | تقریباً ۳۶۰۰ / سانتی‌متر مربع                                                                     |
| موقعیت باسن پارچ در پارچ‌های بالایی | میانه راه، به نیمه پایین‌تر                | ربع بالایی                                                                                      |
| موقعیت باسن پارچ در پارچ‌های پایینی | یک سوم پایین به یک چهارم                  | بلافاصله زیر کلاهک                                                                              |

یان شلاور (Jan Schlauer)، آرایه‌شناس، در پایگاه داده گیاهان گوشت‌خوار خود، گیاه‌پارچ کونگ‌کاندان را مترادف گیاه‌پارچ شگرف می‌داند.

## جوره‌های گونه

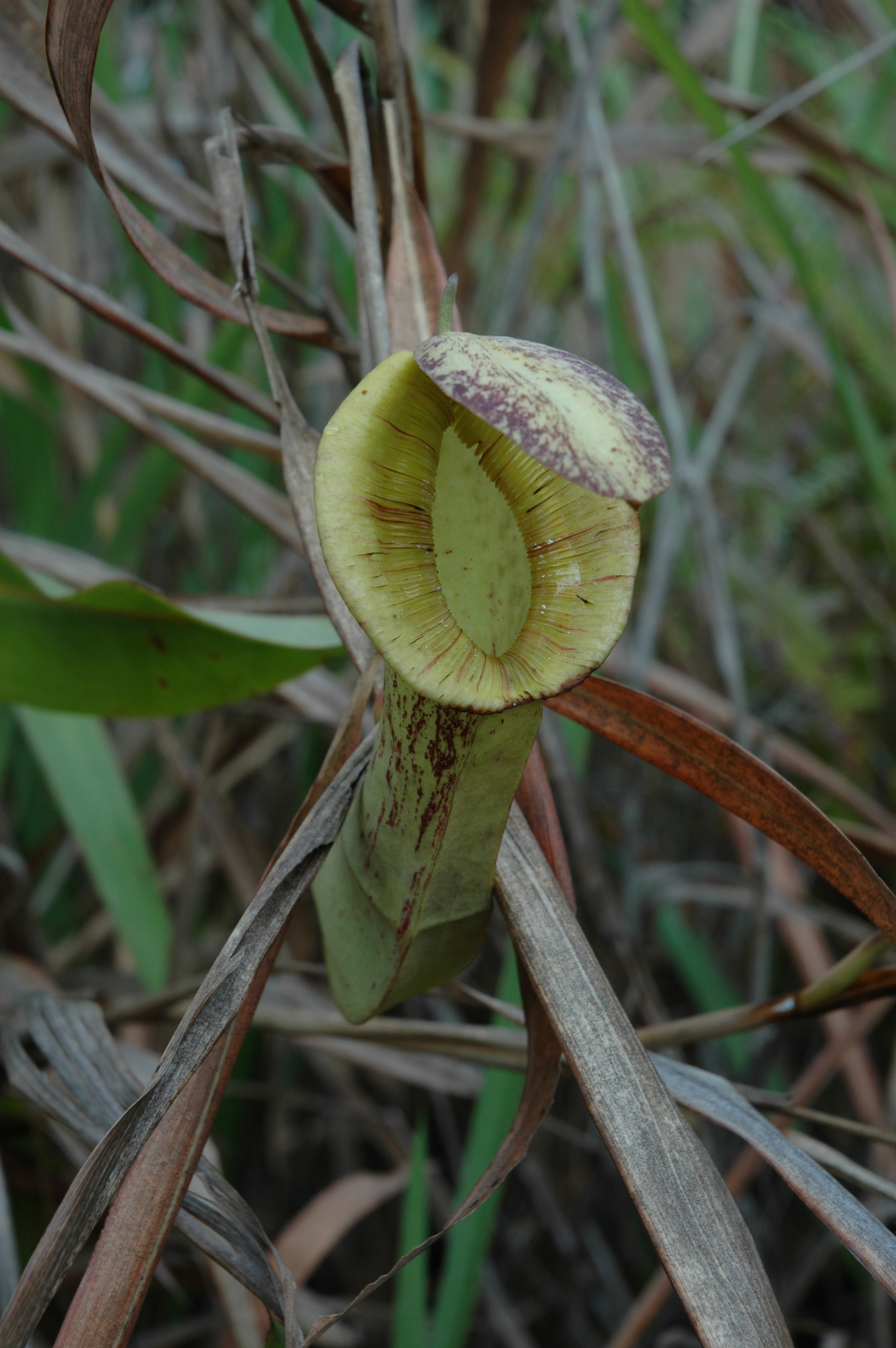
پارچ بالایی گیاه‌پارچ شگرف جوره اکینوستوما

در سراسر محدوده خود، گیاه‌پارچ شگرف تنوع زیادی از نظر ریخت‌شناسی و رنگ پارچ از خود نشان می‌دهد و دارای بیشترین مترادف در بین تمام گونه‌های گیاه‌پارچ است. اشکال و انواع گیاه‌پارچ شگرف شرح داده شده است. به استثنای گیاه‌پارچ شگرف جوره اکینوستوما و گیاه‌پارچ شگرف جوره گلوبوزا این آرایه‌ها امروزه معتبر نیستند.
گیاه‌پارچ شگرف شکل آنامنسیس (۱۹۹۱)
گیاه‌پارچ شگرف جوره آنامنسیس (۱۹۸۵)
گیاه‌پارچ شگرف جوره بیفلورا (۱۹۹۲)
گیاه‌پارچ شگرف جوره اکینوستوما (۱۹۹۲)
گیاه‌پارچ شگرف جوره گلوبوزا (2010)
گیاه‌پارچ شگرف شکل سیمنسیس (۱۹۹۱)
گیاه‌پارچ شگرف جوره سیمنسیس (۱۹۸۵)
گیاه‌پارچ شگرف شکل اسمایلسی (۲۰۰۰)
گیاه‌پارچ شگرف جوره اسمایلسی (۲۰۰۰)

### گیاه‌پارچ شگرف جوره اکینوستوما

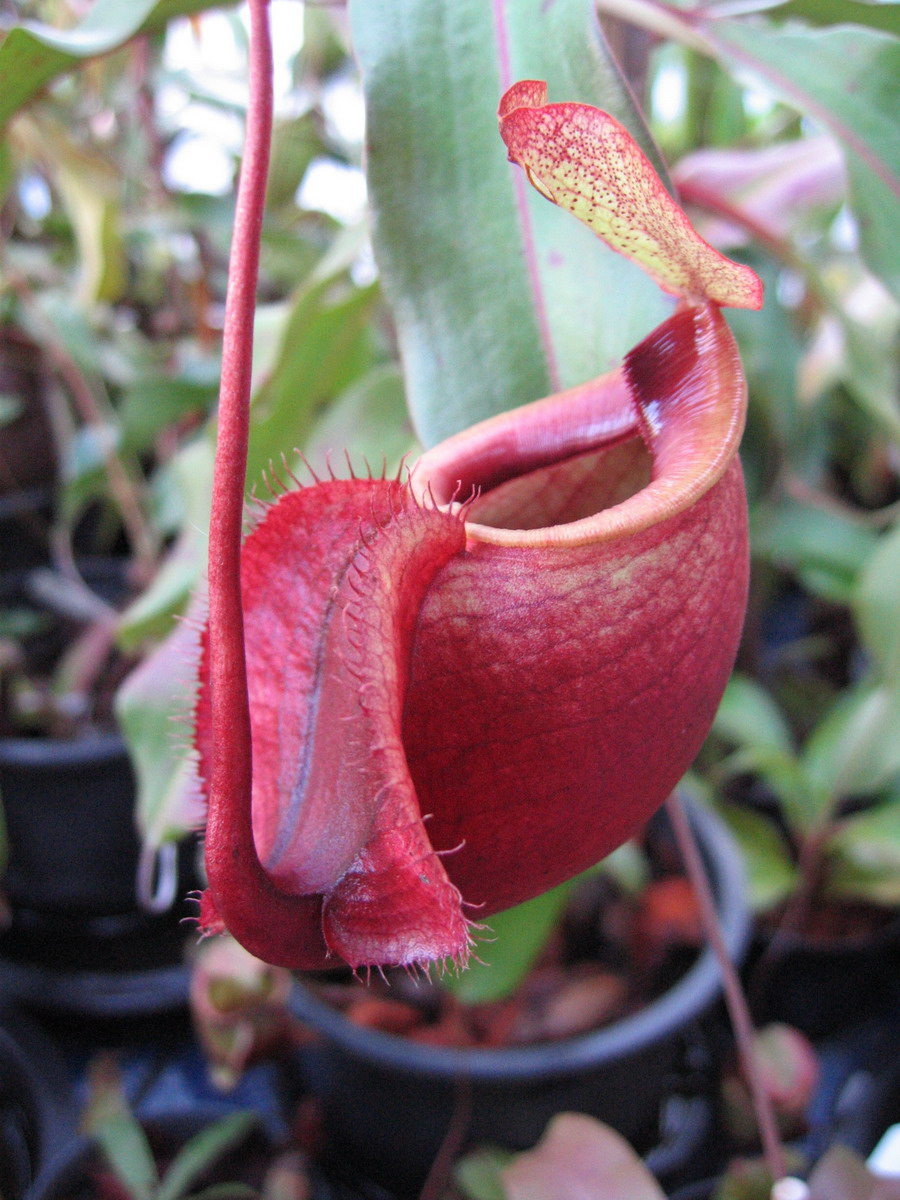
پارچ پایینی گیاه‌پارچ شگرف جوره گلوبوزا

گیاه‌پارچ شگرف جوره اکینوستوما توسط ادواردو بکاری (Odoardo Beccari) در سال ۱۸۶۵ کشف شد و توسط جوزف دالتون هوکر در سال ۱۸۷۳ به‌عنوان گونه گیاه‌پارچ اکینوستوما توصیف شد. در سال ۱۸۸۲، فردریک ویلیام باربیج (Frederick William Burbidge) این گونه غیرعادی را در تاریخچه باغبانی (The Gardeners' Chronicle) به شرح زیر توصیف کرد:
گیاه‌پارچ اکینوستوما، کشف بکاری، چیز فوق‌العاده‌ای است که هنوز معرفی نشده است - در واقع، گمان می‌کنم که هیچ‌کس جز بکاری آن را نمی‌بیند! دهانه پارچ‌ها انسان را به یاد دندان‌های خمیده برخی از خزه‌های غول‌پیکر بخش هیپنوئید می‌اندازد.
گیاه‌پارچ شگرف جوره اکینوستوما تنها شکلی از این گونه است که در برونئی وجود دارد. از بخش‌هایی از ساراواک نیز ضبط شده است، اما به نظر می‌رسد در صباح کاملاً غایب است.

### گیاه‌پارچ شگرف جورهگلوبوزا
گیاه‌پارچ شگرف جوره گلوبوزا از یک جزیره ناشناخته دریای آندامان در خارج از پهانگ نگا و از سرزمین اصلی تایلند در نزدیکی شهر ترانگ، ثبت شده است.
این جوره در جلد ژانویه ۲۰۰۶ مجله انجمن گیاهان حشره‌خوار (The Journal of Insectivorous Plant Society)، با نام گیاه‌پارچ گونه. از تایلند (Nepenthes sp. from Thailand) درج شد. نام گیاه‌پارچ گلوبوزا در مقاله‌ای توسط (Shigeo Kurata) در شماره ژوئیه ۲۰۰۷ مجله انجمن گیاهان حشره‌خوار به چاپ رسید. در همین شماره مقاله‌ای از ماساهیرو تادا نیز منتشر شد که از این گیاه به‌عنوان «گیاه‌پارچ وایکینگ» یاد می‌کرد.[۱۲]
این آرایه قبل از توصیف آن توسط مارچلو کاتالانو در سال ۲۰۱۰، با نام غیررسمی گیاه‌پارچ گونه. پهانگ نگا در کتاب گیاه‌پارچ‌ها در دنیای قدیم (Pitcher Plants of the Old World) نوشته استوارت مکفرسون (Stewart McPherson) در سال ۲۰۰۹ منتشر شد.
در تجارت باغبانی، این واریته عموماً با نام‌های گیاه‌پارچ گلوبوزا یا گیاه‌پارچ کروی و گیاه‌پارچ وایکینگ شناخته می‌شود، به خاطر شباهت پارچ‌ها به دماغه کشتی وایکینگ‌ها.

## توزیاگان پارچ
در پارچ‌های گیاه‌پارچ شگرف، توزیاگان زیادی یافت شده است. اینها شامل مگس گوشت (Sarcophaga papuensis) و هیره (Nepenthacarus warreni) است که هر دو در جمعیت استرالیایی این گیاه یافت شده‌اند. به‌طور مشابه، پشه‌های آئدس (Aedes dybasi) و (Aedes maehleri) به ترتیب در پارچ‌های گیاه‌پارچ شگرف در جزایر پالائو و یاپ زندگی می‌کنند. هر دو دارای تاریخچه زندگی غیرعادی و ویژگی‌های ریخت‌شناسی مرتبط با این عادت هستند.
کرم‌های لوله‌ای باوجاردیا شگرف (Baujardia mirabilis) از گیاه‌پارچ شگرف در تایلند توصیف شده است. تصور نمی‌شود که تصادفی باشد، به نظر می‌رسد پارچ‌های این گونه زیستگاه طبیعی کرم‌های لوله‌ای هستند. ریزبوم‌سازگان در این پارچ‌ها تحت سلطه لارو پشه، مگس‌ریزه و باوجاردیا شگرف بودند. حدس زده می‌شود که این کرم‌های لوله‌ای ممکن است با یک یا چند گونه توزیاگان حشره ارتباطی داشته باشد.
در جنوب چین، قورباغه‌های درختی در پارچ‌های گیاه‌پارچ شگرف مشاهده شده است. دوزیستان طعمه این گیاه نمی‌شوند، بلکه از حشراتی که توسط پارچ‌ها صید می‌شوند تغذیه می‌کنند. آنها تحت‌تأثیر شیره‌های گوارشی اسیدی قرار نمی‌گیرند (که ممکن است پی‌اچ کمتر از ۲ داشته باشند)، احتمالاً به‌دلیل لایه بیرونی لیزاب پوست آنها.
اولین رکورد از یک قارچ آبزی که در اندام پارچ یک گیاه گوشت‌خوار زندگی می‌کند، در نمونه‌ای از گیاه‌پارچ شگرف که در امتداد رودخانه (Jardine) در استرالیا رشد می‌کند به دست آمد. جلینه قارچ هم به‌صورت آزادانه در مایع تله زندگی می‌کند و هم به بقایای حشرات کیتینی متصل است.
پارچ‌های گیاه‌پارچ شگرف همچنین دارای جامعه پیچیده‌ای از باکتری‌ها هستند. به نظر می‌رسد که این جوامع باکتریایی متنوع‌تر از آنهایی هستند که در مایع گیاه‌پارچ قمقمه‌ای هم‌منطقه گیاه‌پارچ قلمی در شبه جزیره مالزی یافت می‌شوند. در گیاه‌پارچ شگرف ترکیب آنها نیز می‌تواند با توجه به نوع پارچ متفاوت باشد، چیزی که در دو گونه دیگر دیده نمی‌شود.

## دورگه‌های طبیعی
گیاه‌پارچ شگرف دارای بیشترین تعداد دورگه طبیعی شناخته شده در بین هر گونه در این جنس است. ×
گیاه‌پارچ باله‌دار × گیاه‌پارچ مریلیانا × گیاه‌پارچ شگرف = گیاه‌پارچ × تسانگ
گیاه‌پارچ باله‌دار × گیاه‌پارچ شگرف = گیاه‌پارچ × میرابیلاتا
گیاه‌پارچ قمقمه‌ای × گیاه‌پارچ شگرف = گیاه‌پارچ × کوچینگ
گیاه‌پارچ قمقمه‌ای × گیاه‌پارچ رافلز × گیاه‌پارچ شگرف = گیاه‌پارچ × هوکریان × گیاه‌پارچ شگرف
گیاه‌پارچ آندامانا × گیاه‌پارچ شگرف = (شامل گیاه‌پارچ آندامانا × گیاه‌پارچ شگرف جوره گلوبوزا)
گیاه‌پارچ بنستونی × گیاه‌پارچ شگرف
گیاه‌پارچ دندان‌دار × گیاه‌پارچ شگرف (شامل گیاه‌پارچ دندان‌دار × گیاه‌پارچ شگرف جوره اکینوستوما)
گیاه‌پارچ دندان‌دار × گیاه‌پارچ رافلز × گیاه‌پارچ شگرف جوره اکینوستوما
گیاه‌پارچ قلمی × گیاه‌پارچ شگرف [= گیاه‌پارچ × شریف‌هپسایی × گیاه‌پارچ غزالیانا × گیاه‌پارچ گرابیلیس × گیاه‌پارچ نگلکتا؟]
گیاه‌پارچ برجسته × گیاه‌پارچ شگرف
گیاه‌پارچ کامپوت × گیاه‌پارچ شگرف
گیاه‌پارچ کونگ‌کاندان × گیاه‌پارچ شگرف
گیاه‌پارچ مریلیانا × گیاه‌پارچ شگرف
گیاه‌پارچ شگرف × گیاه‌پارچ نورثیانا
گیاه‌پارچ شگرف × گیاه‌پارچ رافلز
گیاه‌پارچ شگرف × گیاه‌پارچ رینوارت
گیاه‌پارچ شگرف × گیاه‌پارچ رووانیا
گیاه‌پارچ شگرف × گیاه‌پارچ اسمایلسی
گیاه‌پارچ شگرف × گیاه‌پارچ کاردکی
گیاه‌پارچ شگرف × گیاه‌پارچ سوماترا
گیاه‌پارچ شگرف × گیاه‌پارچ سرسخت
گیاه‌پارچ شگرف × گیاه‌پارچ ثورلی

گیاه‌پارچ شگرف × گیاه‌پارچ توموریانا

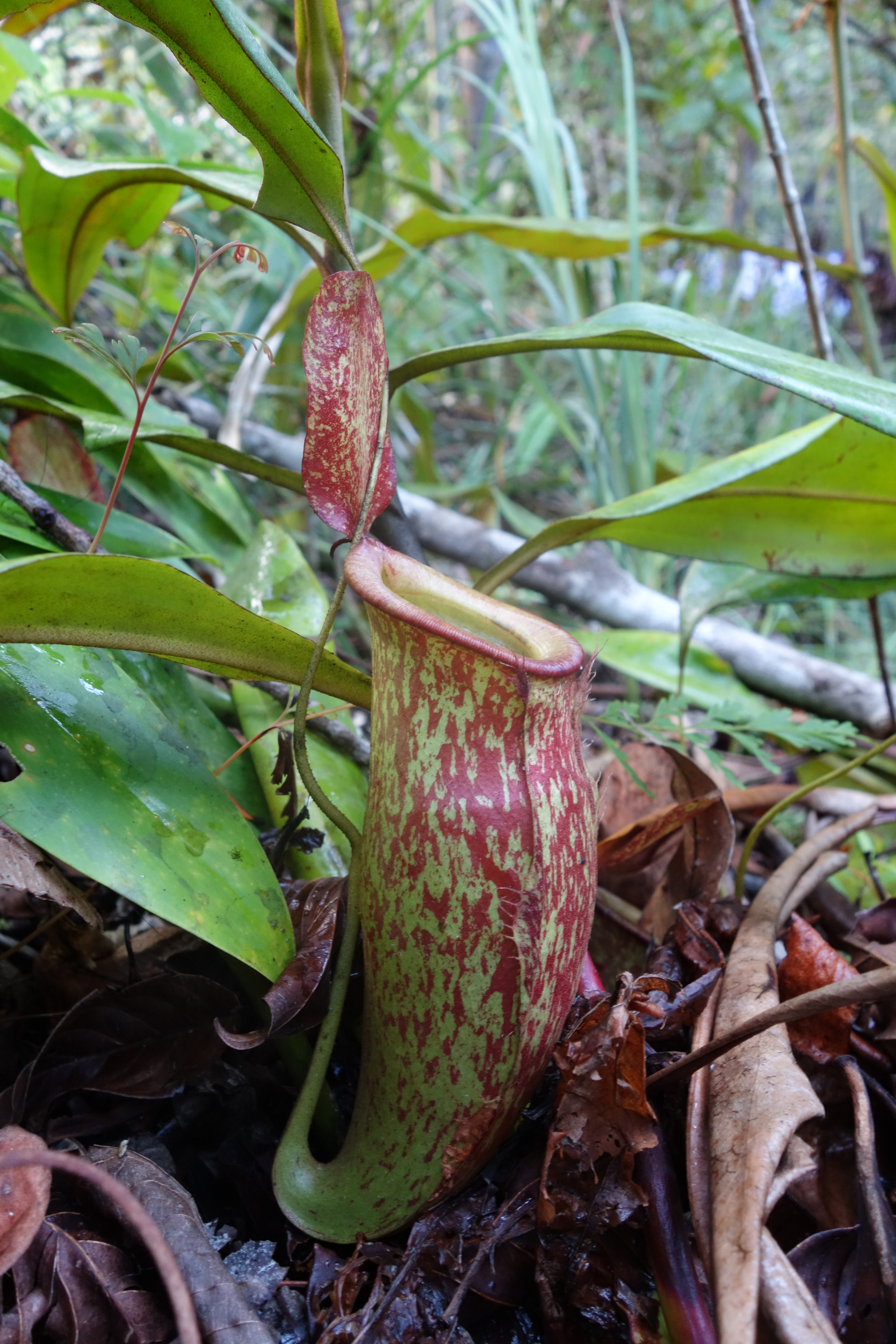
N. ampullaria × N. mirabilis
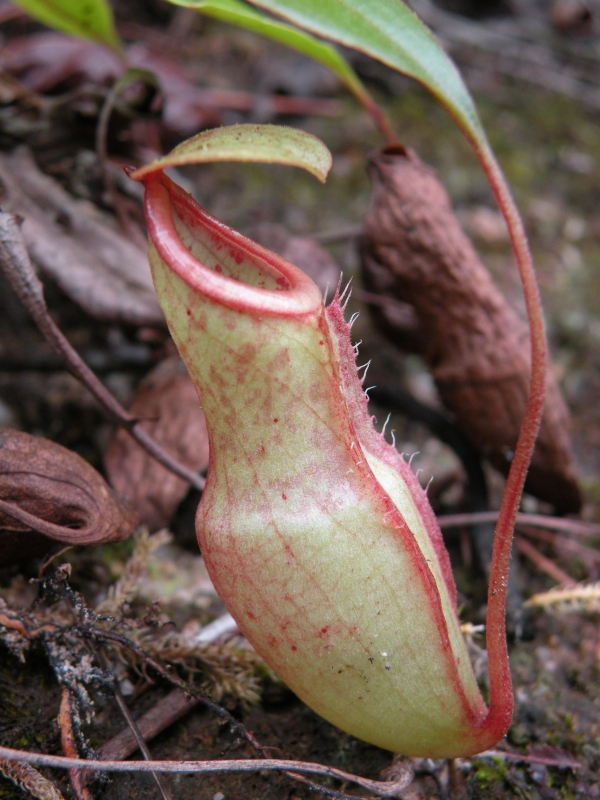
N. benstonei × N. mirabilis
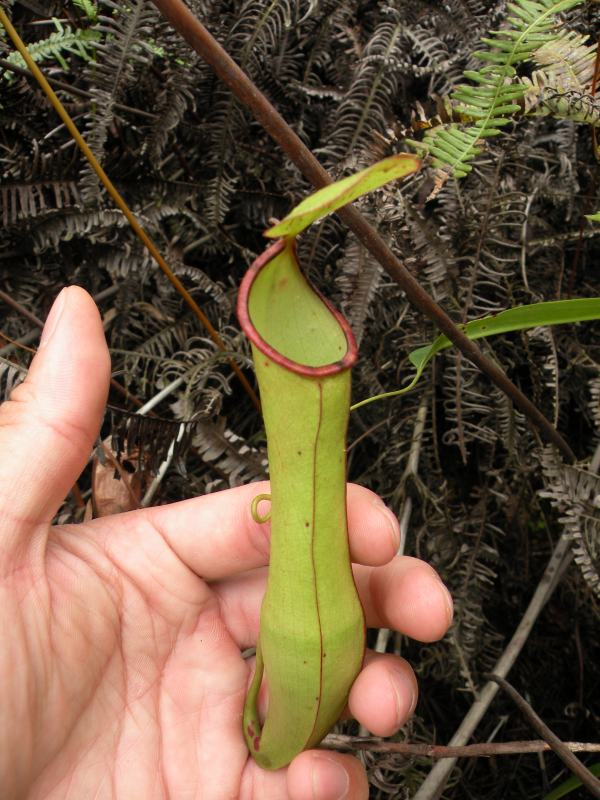
N. gracilis × N. mirabilis
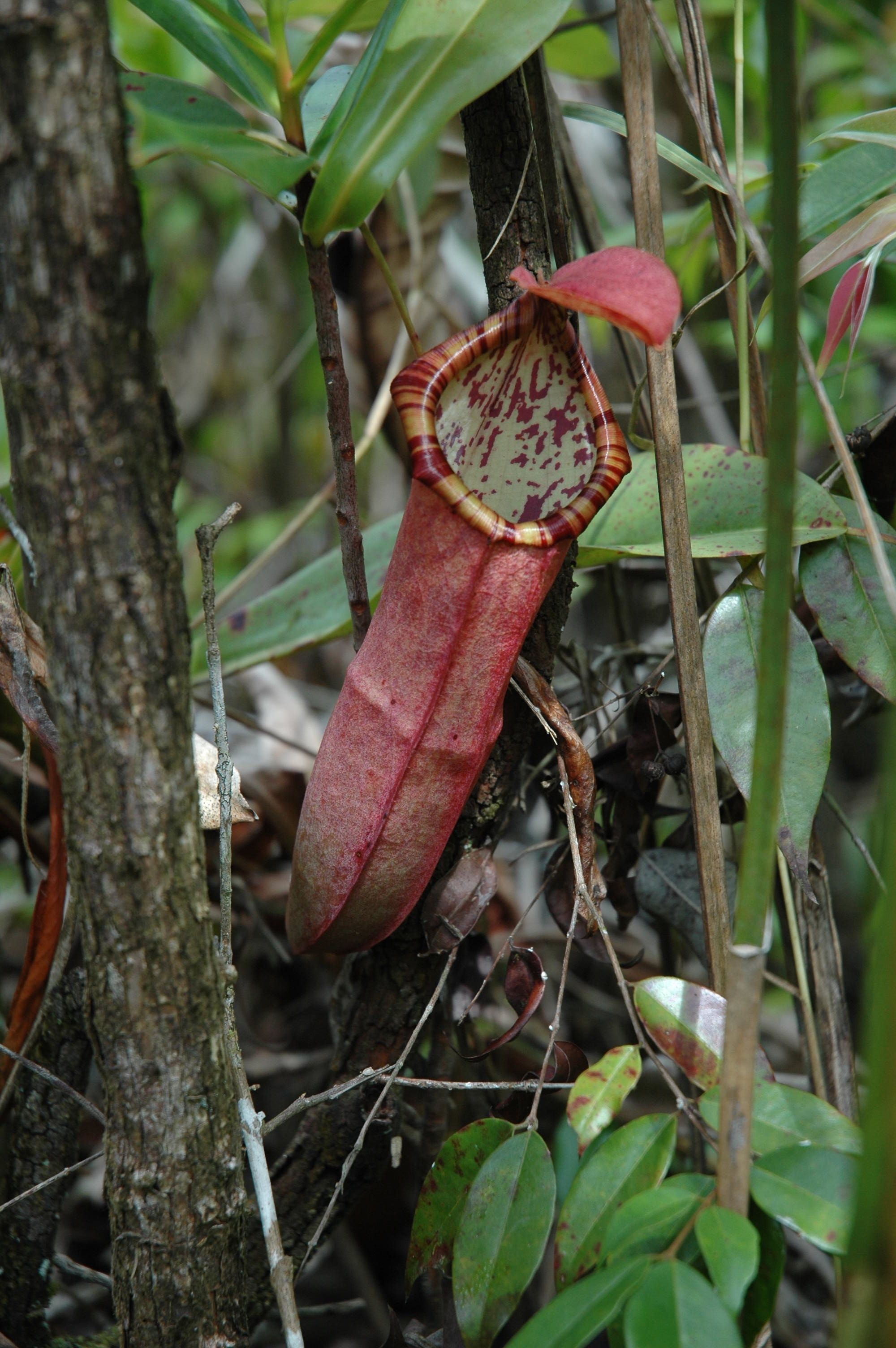
N. mirabilis × N. northiana
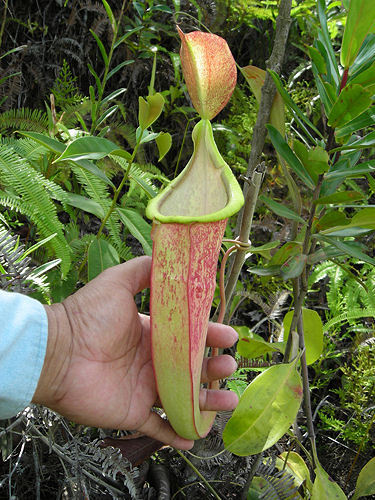
N. mirabilis × N. rafflesiana
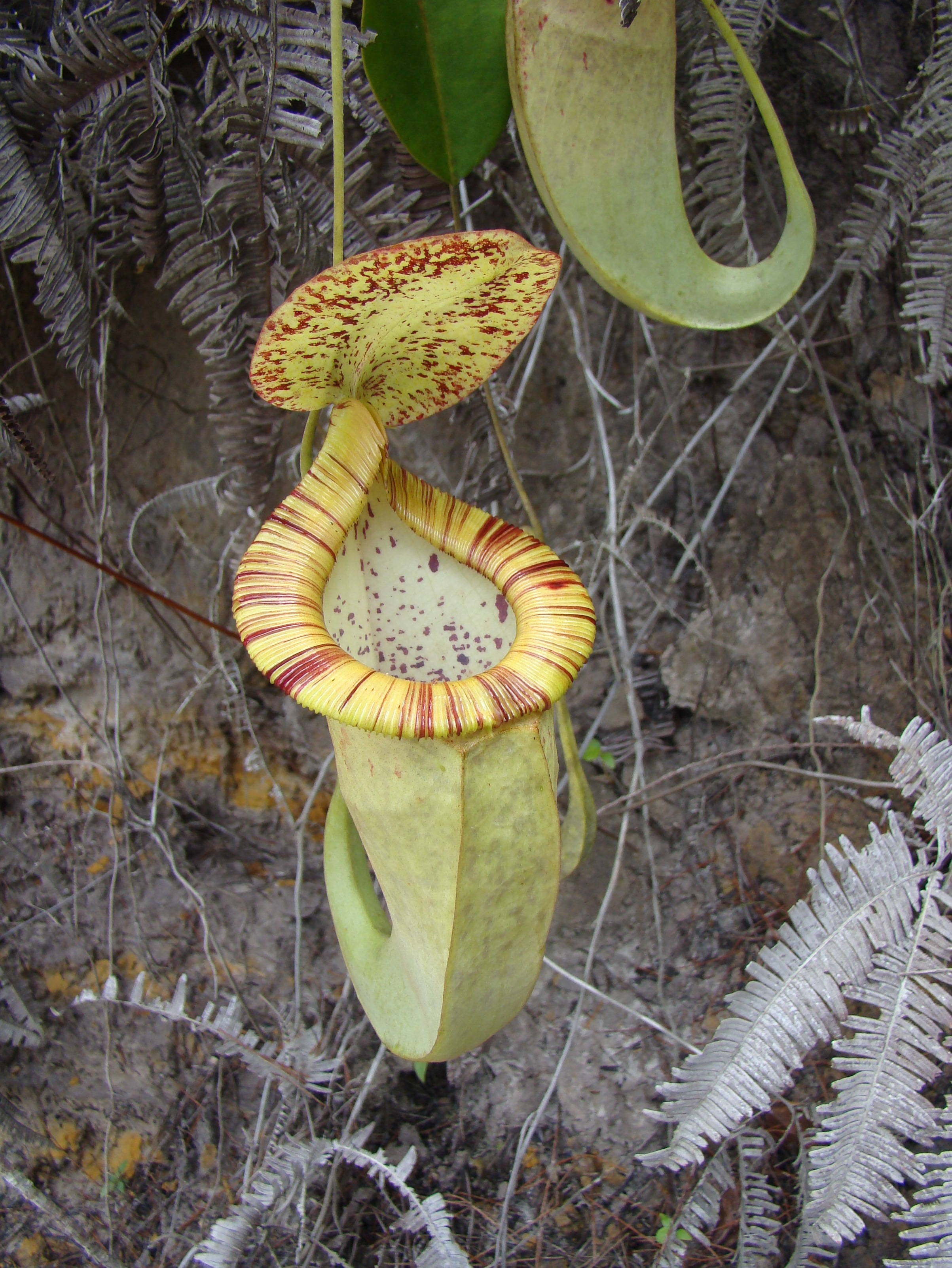
N. mirabilis var. echinostoma × N. rafflesiana
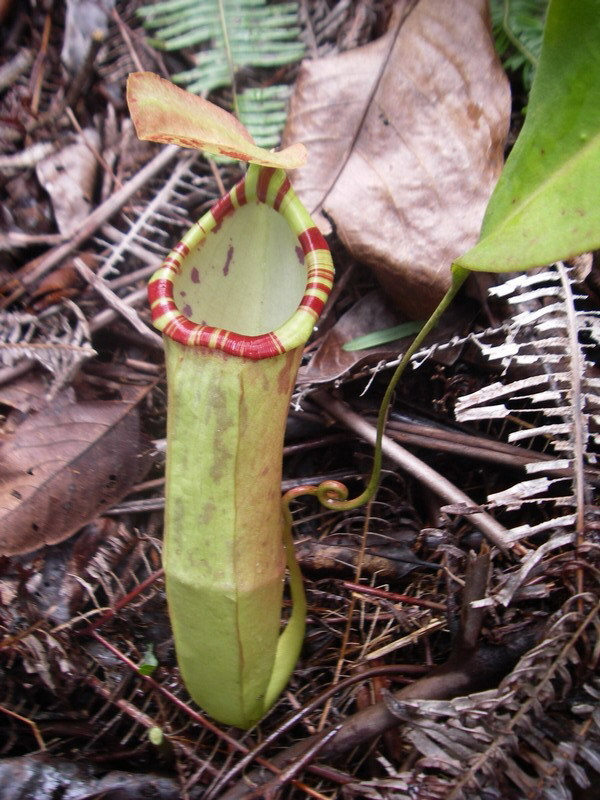
N. mirabilis × N. sumatrana
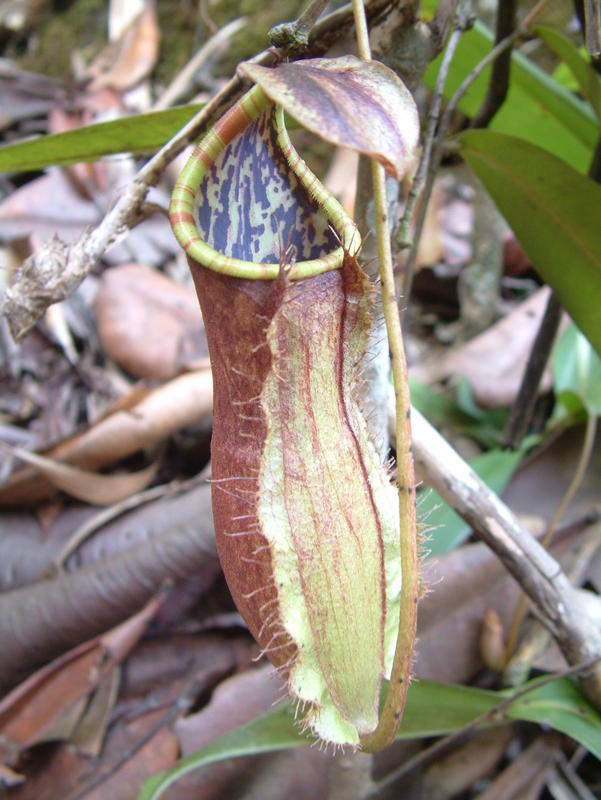
? N. mirabilis × N. tomoriana

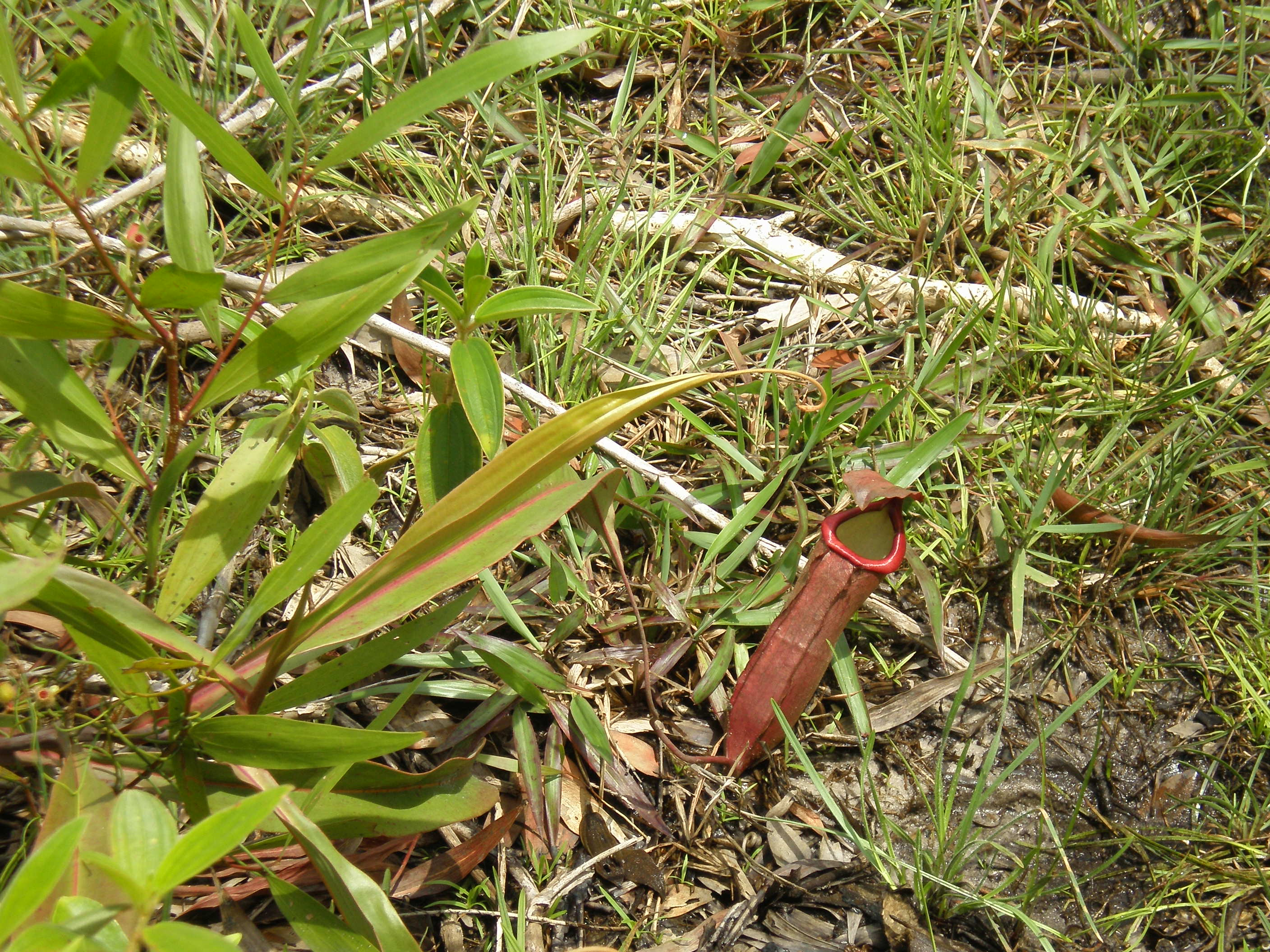
? N. mirabilis × N. thorelii